# バプティスト・ノエル (第5代ゲインズバラ伯爵)
第5代ゲインズバラ伯爵バプティスト・ノエル（英語: Baptist Noel, 5th Earl of Gainsborough、1740年6月8日 – 1759年5月27日）は、イギリスの貴族。1751年までキャンプデン子爵の儀礼称号を使用した。

## 生涯
第4代ゲインズバラ伯爵バプティスト・ノエルとエリザベス・チャップマン（Elizabeth Chapman、1707年頃 – 1771年12月13日、ウィリアム・チャップマンの娘）の息子として、1740年6月8日に生まれ、7月12日にグリニッジで洗礼を受けた。1751年3月21日に父が死去すると、ゲインズバラ伯爵の爵位を継承した。1753年から1758年までイートン・カレッジで教育を受けた。
1759年5月27日にジュネーヴで死去、同地で埋葬された。生涯未婚だったため、弟ヘンリーが爵位を継承した。